# Rainer Dissel

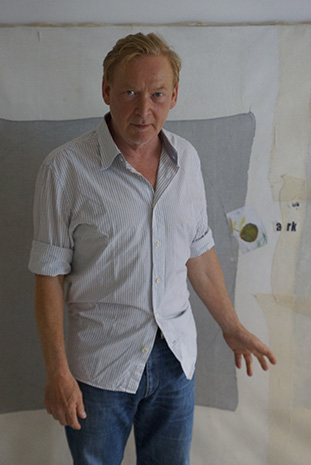
Rainer Dissel 2014

Rainer Dissel (* 10. Oktober 1953 in Gelsenkirchen, Westfalen) ist ein deutscher Maler, Zeichner und Objektkünstler.

## Leben
Dissel wuchs in Gelsenkirchen (Westfalen) auf. Er studierte ab 1975 an der staatlichen Hochschule für Bildende Künste – Städelschule, Frankfurt am Main, wo er 1980 seinen Abschluss in den Fächern Malerei und Grafik absolvierte. Bis 2014 war Dissel mit der deutschen Künstlerin Annegret Emrich verheiratet, mit der er eine Tochter hat. Er lebt und arbeitet bei Frankfurt am Main und Konstanz.
1981 erfolgen erste Einzelausstellungen in der Galerie Thieme in Darmstadt. Obwohl seine Arbeiten anfangs von denen Louis Soutters, Antoni Tàpies, Kurt Schwitters und Robert Rauschenbergs beeinflusst waren, fand Dissel rasch seinen eigenen künstlerischen Weg mit einer zum Teil an den Postminimalismus erinnernden Gestaltung reduzierter Figürlichkeit und einer meist schwarz und grau gehaltenen Farbpalette. 1982 nahm er an der Ausstellung „Neue Malerei in Deutschland“ in der Nationalgalerie, Berlin teil.
Ab 1983 entstehen erste Materialbilder. In diesen besteht keine eindeutige Beziehung zwischen den Objekten und den Motiven. Die massiven, reliefartigen Gemälde haben weniger etwas mit dem Konzept der Collage als vielmehr mit dem des Palimpsests zu tun, wobei die Spuren der unterschiedlichen Ebenen und individuellen Hintergründe der Objekte eine je neue Realität entstehen lassen. Das Alte, die auf die Leinwand geklebten und montierten Gegenstände und das Neue, das vom Künstler hinzugemalte, verschmelzen zu einer dritten Bedeutungsebene, welche weitaus mehr beinhaltet als die Summe der real vorhandenen Elemente. Das Sujet, so der Künstler, sei nicht nur das Dargestellte, sondern auch immer die psychologische Resonanz, die in diesen Dingen und Motiven widerhallt. Auch präsent sind stets kontradiktorische Elemente wie Figur und Abstraktion, Geometrisches und Organisches, Text und Grafisches, die in ein atmosphärisch-spannungsgeladenes Verhältnis zueinander gesetzt werden.

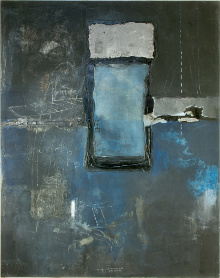
Rainer Dissel, Nocturnal emission, 1982

Allen Arbeiten gemeinsam ist das Bewusstwerden und das Empfinden von menschlichen Gefühlen. In einer Reportage der Kultursendung Aspekte sagt der Künstler: „Ich will mit dem Betrachter genau so kommunizieren, wie es meine Malerei und die Objekte auf der Leinwand vollziehen“.
1986 erfolgt ein längerer Arbeitsaufenthalt in Berlin und kurz darauf 1987 ein Umzug mit der Familie nach Boston (USA), wo Dissel fortan arbeitet. Es entstehen Werke, denen eine entpersonalisierte Einstellung und Eliminierung der Metapher innewohnt. An ihre Stelle tritt die eigenständige Struktur, die serielle Anordnung und die Wiederholung. Erste Künstlerbücher und Objekte entstehen sowie Experimente mit dem Lichtpausverfahren. Dissel ist vertreten auf Kunstmessen in New York (Art Expo) und Los Angeles (ICAF).
Von 1987 bis 1990 nimmt der Künstler auf Einladung teil bei der Darmstädter Sezession. Mitte der 1990er Jahre, zurückgekehrt nach Deutschland, beginnt er das Metapher-lose Werk durch die häufigere Verwendung kontraststarker bunter, lasierender Farben emotional zu lockern. Für den Betrachter erscheinen die Bilder wie farbbasierende Emotionsräume, zum Teil erinnern sie an die Arbeiten Mark Rothkos oder Günther Fruhtrunks, doch immer mit einem deutlichen Verweis auf den eigenen künstlerischen Duktus.
Ab den 2000er Jahren wendet sich Dissel dann wieder verstärkt dem Prinzip der Collage zu. Die sehr durch Gebrauchsspuren geprägten Arbeiten knüpfen an die frühen Werke und Materialbilder an und belegen nach eigener Aussage des Künstlers, für diesen dabei auch die Aktualität der frühen Arbeiten. Sowohl den älteren als auch den aktuellen Arbeiten wohnt nach Aussage des Künstlers der fundamentale Gedanke Novalis’ inne, dass „alles Sichtbare am Unsichtbaren haftet“.

## Ausstellungen (Auswahl)
Öffentliche Sammlungen
- Museum of Contemporary Art, MOCA, Miami
- Museum Schweinfurt, Städtische Sammlungen
- Museum Berger, Amorbach
- Fraunhofer-Institut für Betriebsfestigkeit und Systemzuverlässigkeit, Darmstadt-Kranichstein
- Sammlung Henkel, Düsseldorf
- Sammlung Rolf Dittmar, Wiesbaden

Ausstellungen
- 1981: Galerie Thieme, Darmstadt
- 1983: Nationalgalerie, Berlin
- 1984: Haus der Kunst, München;
- 1984: Galerie Thieme, Darmstadt
- 1985: Kunsthalle Düsseldorf
- 1985: Hartje Gallery, Boston (USA)
- 1986: Hartje Gallery, Boston (USA)
- 1987: Darmstädter Sezession, Mathildenhöhe Darmstadt
- 1989: Museum of Contemporary Art, MOCAK, Krakau (POL)
- 1990: Hartje Gallery, Frankfurt/M.
- 1991: Museum Schweinfurt; Städtische Galerie
- 1991: Galerie Silvia Menzel, Berlin
- 1992: Museum Berger, Amorbach
- 1996: IG-Metall, Mannheim
- 1999: IG-Metall, Frankfurt
- 2006: Galerie Cornelissen, Wiesbaden
- 2007: Kunstsammlung Rosteck, Hochheim

## Film
- Reportage zu Rainer Dissel in: Aspekte, 5. Januar 1990, ZDF.